# متسخيتا
مستخيتا هي مدينة تقع في مقاطعة كارتلي في جورجيا. وهي إحدى أقدم المدن في جورجيا. تقع على بعد حوالي 20 كم شمالي العاصمة تبليسي عند ملتقى نهري آراغفي وكورا. تعتبر متسخيتا إحدى أقدم المدن المأهولة في العالم. بلغ عدد سكانها حوالي 19423 نسمة عام 2008.
نظراً لأهمية المدينة التاريخية ووجود عدد كبير من المعالم الثقافية، أصبحت «الآثار التاريخية في متسخيتا» موقع تراث عالمي عام 1994. تعتبر المدينة مهد المسيحية في جورجيا وعليه أعلنتها الكنيسة الجورجية الرسولية الأرثوذكسية مدينة مقدسة عام 2014.

## معرض الصور

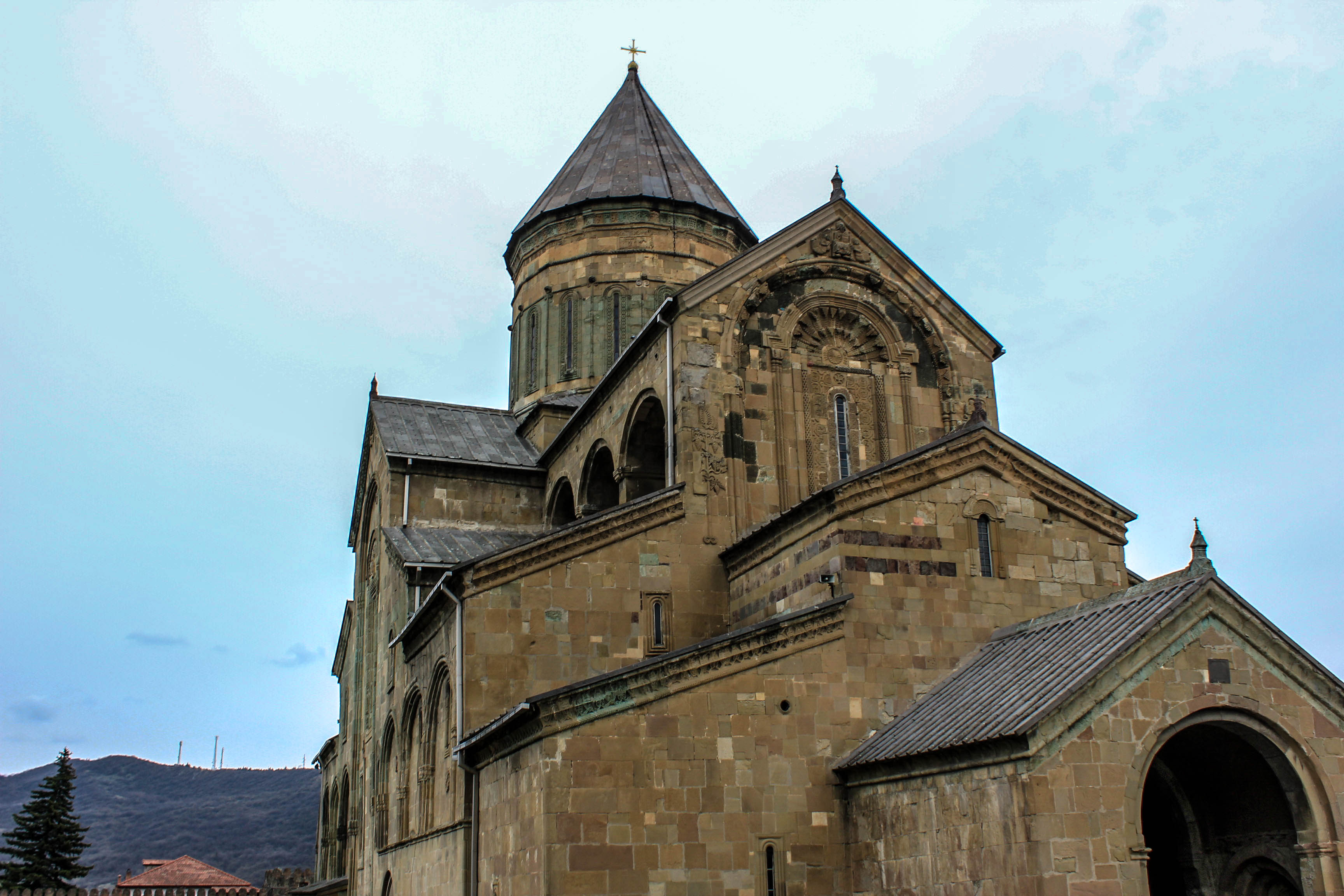
كنيسة متسخيتا
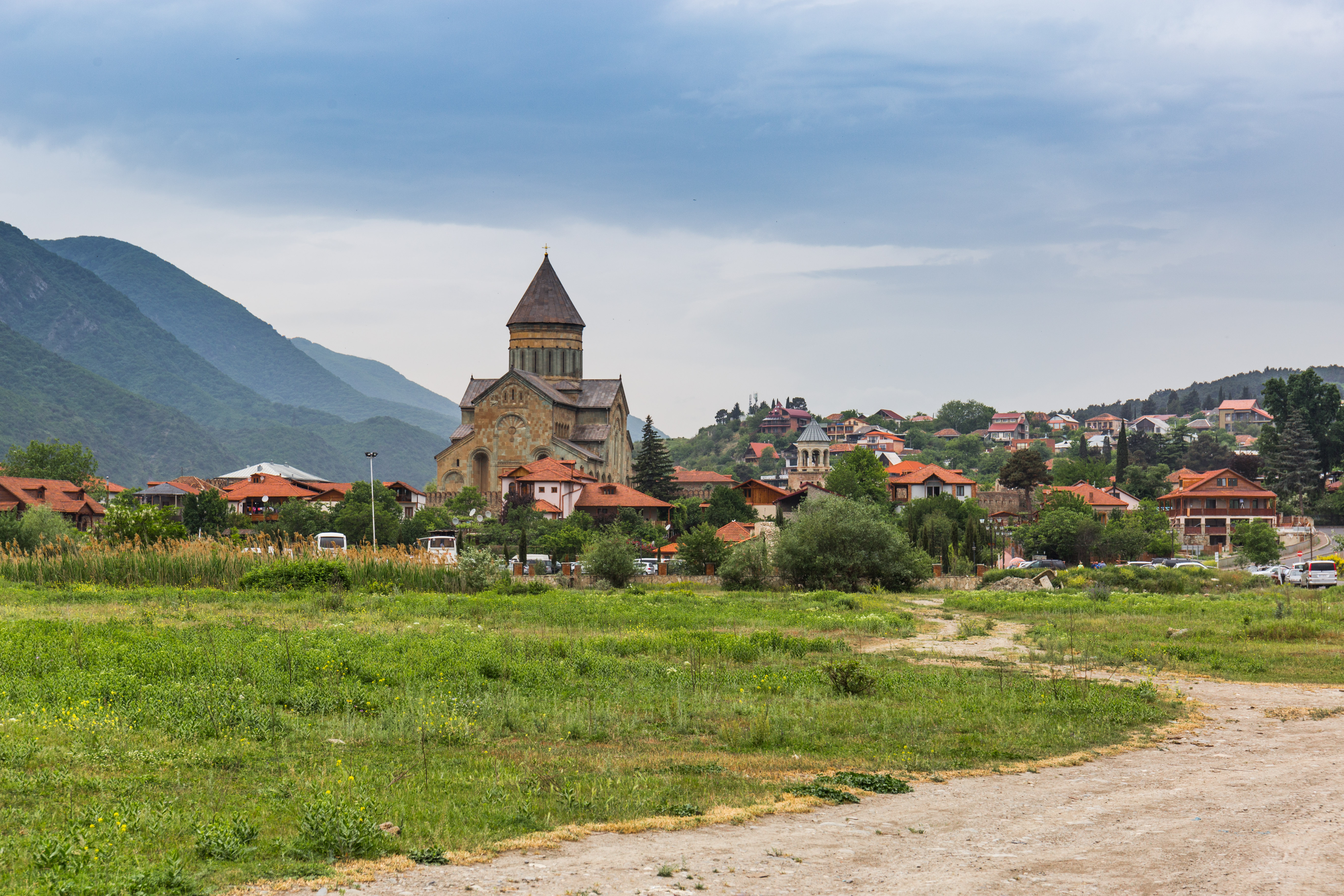
متسخيتا وكاتدرائية سفيتيتسخوفيلي
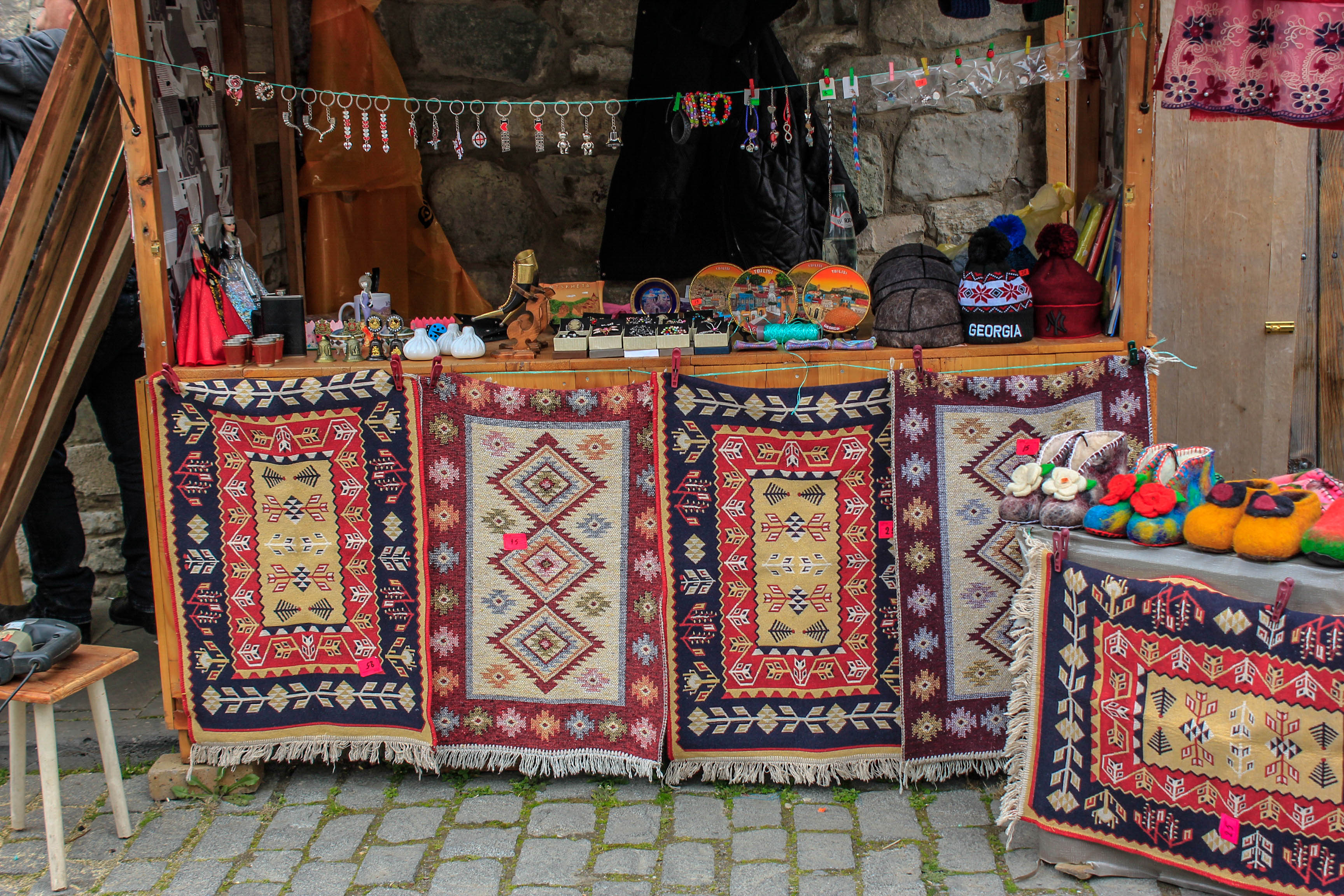
سجاد متخسيتا
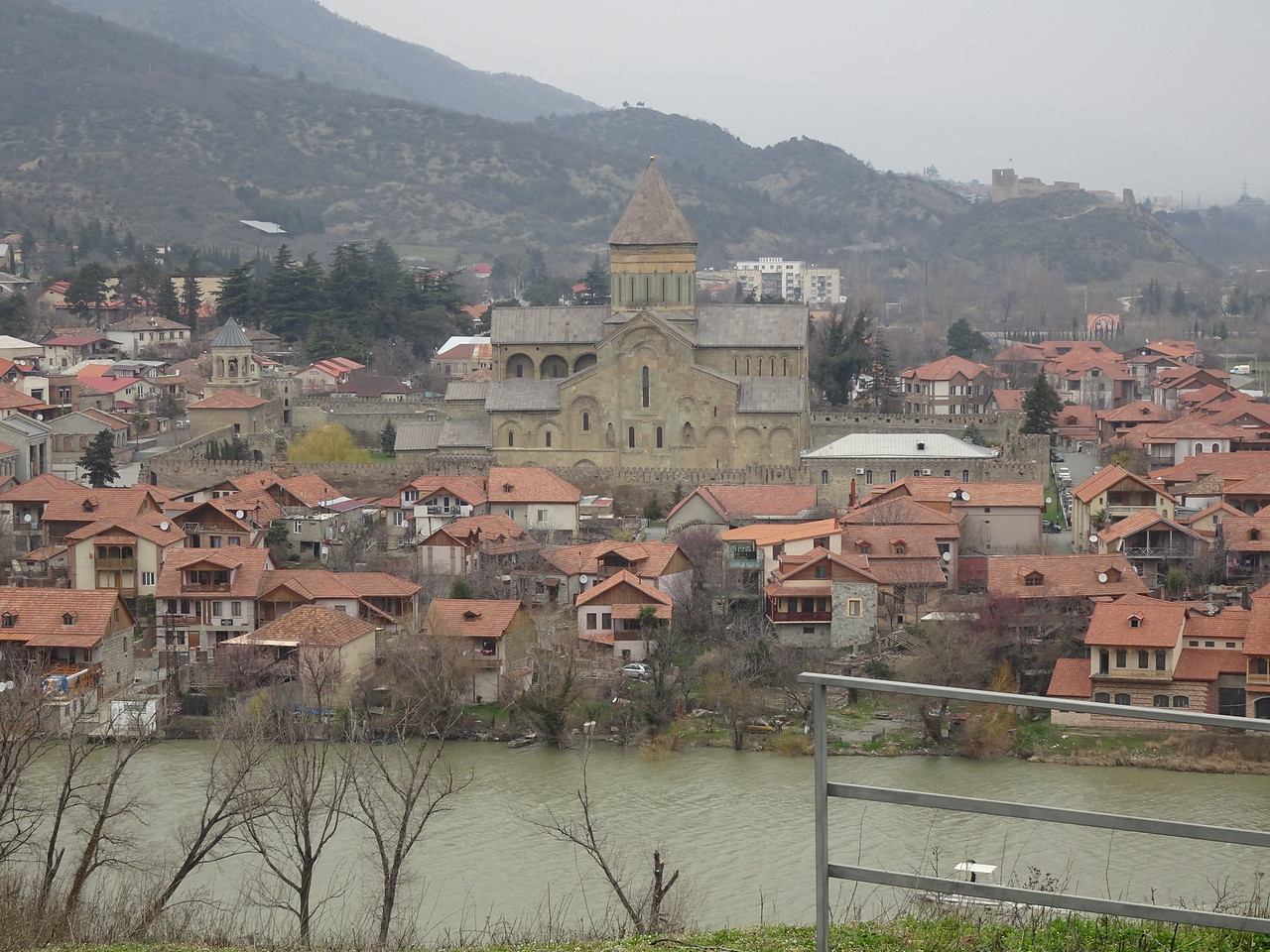
متخسيتا جورجيا
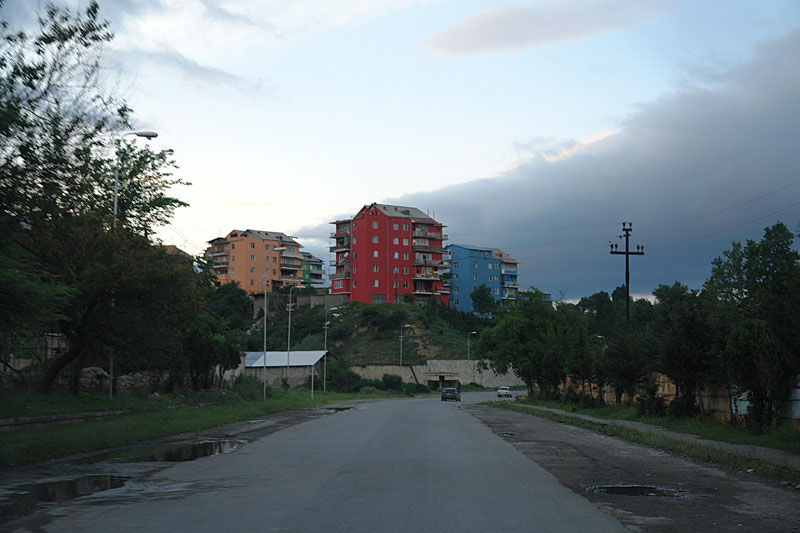
متخسيتا

## توأمة
لمحمية المدينة ومتحف متسخيتا اتفاقيات توأمة مع كل من:
- آرغوس
- Leuville-sur-Orge [الإنجليزية]‏
- تراكي (2014 - )[5]

## أعلام
- تامار ملكة جورجيا
- فارنافاز الأول من أيبريا